# Josip Ćorluka
Josip Ćorluka (ur. 3 marca 1995 w Grude) – bośniacki piłkarz występujący na pozycji prawego obrońcy, reprezentant Bośni i Hercegowiny.

## Kariera klubowa

### NK Široki Brijeg
W 2010 dołączył do akademii NK Široki Brijeg. Zadebiutował 26 kwietnia 2014 w meczu Premijer ligi przeciwko FK Leotar Trebinje (0:4). W sezonie 2013/14 jego zespół zajął drugie miejsce w tabeli zdobywając wicemistrzostwo Bośni i Hercegowiny. 1 lipca 2014 został na stałe przesunięty do pierwszego zespołu. 10 lipca 2014 zadebiutował w kwalifikacjach do Ligi Europy w meczu przeciwko Qəbələ FK (3:0). Pierwszą bramkę zdobył 19 października 2014 w meczu ligowym przeciwko NK Čelik Zenica (7:2). W sezonie 2016/17 jego zespół zdobył Puchar Bośni i Hercegowiny.

### NK Domžale
1 lipca 2019 przeszedł do zespołu NK Domžale. Zadebiutował 11 lipca 2019 w meczu kwalifikacji do Ligi Europy przeciwko Balzan FC (3:4). W Prva lidze zadebiutował 14 lipca 2019 w meczu przeciwko NK Rudar Velenje (2:2).

### Zrinjski Mostar
31 stycznia 2020 podpisał kontrakt z klubem Zrinjski Mostar. Zadebiutował 4 marca 2020 w meczu Pucharu Bośni i Hercegowiny przeciwko FK Tuzla City (2:1), w którym zdobył swoją pierwszą bramkę. W Premijer lidze zadebiutował 8 marca 2020 w meczu przeciwko NK Široki Brijeg (1:1). Pierwszą bramkę w lidze zdobył 4 listopada 2020 w meczu przeciwko NK Široki Brijeg (2:1).

### Zagłębie Lubin
12 lutego 2025 został zawodnikiem Zagłębia Lubin. W jego barwach zadebiutował 17 lutego 2025 w przegranym 1:3 meczu Ekstraklasy z Lechią Gdańsk.

## Kariera reprezentacyjna

### Bośnia i Hercegowina
W 2020 roku otrzymał powołanie do reprezentacji Bośni i Hercegowiny. Zadebiutował 12 listopada 2020 w meczu towarzyskim przeciwko reprezentacji Iranu (0:2).

## Statystyki

### Klubowe
(aktualne na dzień 2 lutego 2021)
| Klub               | Sezon              | Liga               | Liga  | Liga   | Puchar kraju | Puchar kraju | Europa | Europa | Suma  | Suma   |
| Klub               | Sezon              | Liga               | Mecze | Bramki | Mecze        | Bramki       | Mecze  | Bramki | Mecze | Bramki |
| ------------------ | ------------------ | ------------------ | ----- | ------ | ------------ | ------------ | ------ | ------ | ----- | ------ |
| NK Široki Brijeg   | 2013/14            | Premijer liga      | 2     | 0      | 0            | 0            | 0      | 0      | 2     | 0      |
| NK Široki Brijeg   | 2014/15            | Premijer liga      | 21    | 3      | 5            | 0            | 1      | 0      | 27    | 3      |
| NK Široki Brijeg   | 2015/16            | Premijer liga      | 11    | 0      | 5            | 2            | –      | –      | 16    | 2      |
| NK Široki Brijeg   | 2016/17            | Premijer liga      | 19    | 0      | 6            | 0            | 1      | 0      | 26    | 0      |
| NK Široki Brijeg   | 2017/18            | Premijer liga      | 28    | 0      | 4            | 0            | 4      | 0      | 36    | 0      |
| NK Široki Brijeg   | 2018/19            | Premijer liga      | 25    | 0      | 6            | 0            | 2      | 0      | 33    | 0      |
| NK Široki Brijeg   | Ogólnie            | Ogólnie            | 106   | 3      | 26           | 2            | 8      | 0      | 140   | 5      |
| NK Domžale         | 2019/20            | Prva liga          | 14    | 0      | 1            | 0            | 4      | 0      | 19    | 0      |
| NK Domžale         | Ogólnie            | Ogólnie            | 14    | 0      | 1            | 0            | 4      | 0      | 19    | 0      |
| Zrinjski Mostar    | 2019/20            | Premijer liga      | 1     | 0      | 1            | 1            | 0      | 0      | 2     | 1      |
| Zrinjski Mostar    | 2020/21            | Premijer liga      | 16    | 1      | 2            | 0            | 2      | 0      | 20    | 1      |
| Zrinjski Mostar    | Ogólnie            | Ogólnie            | 17    | 1      | 3            | 1            | 2      | 0      | 22    | 2      |
| Ogólnie w karierze | Ogólnie w karierze | Ogólnie w karierze | 137   | 4      | 30           | 3            | 14     | 0      | 181   | 7      |

### Reprezentacyjne
(aktualne na dzień 2 lutego 2021)
| Reprezentacja        | Rok     | Mecze | Bramki |
| -------------------- | ------- | ----- | ------ |
| Bośnia i Hercegowina |         |       |        |
| 2020                 | 2       | 0     |        |
| Ogólnie              | Ogólnie | 2     | 0      |

| Mecze i gole w reprezentacji | Mecze i gole w reprezentacji | Mecze i gole w reprezentacji | Mecze i gole w reprezentacji | Mecze i gole w reprezentacji | Mecze i gole w reprezentacji | Mecze i gole w reprezentacji | Mecze i gole w reprezentacji |
| Lp.                          | Data                         | Miejsce                      | Gospodarz                    | Gość                         | Wynik                        | Gol                          | Rozgrywki                    |
| ---------------------------- | ---------------------------- | ---------------------------- | ---------------------------- | ---------------------------- | ---------------------------- | ---------------------------- | ---------------------------- |
| 1.                           | 12.11.2020                   | Sarajewo                     | Bośnia i Hercegowina         | Iran                         | 0:2                          |                              | Mecz towarzyski              |
| 2.                           | 18.11.2020                   | Zenica                       | Bośnia i Hercegowina         | Włochy                       | 0:2                          |                              | Liga Narodów UEFA            |

## Sukcesy

### NK Široki Brijeg
- Wicemistrzostwo Bośni i Hercegowiny (1×): 2013/2014
- Puchar Bośni i Hercegowiny (1×): 2016/2017